# هوشیار و بیدار
مجموعه تلویزیونی هوشیار و بیدار یکی از برنامه‌های بسیار موفق شبکه یک سیما بود که در دهه ۶۰ که با نویسندگی و کارگردانی محمد اِوَزی و صادق عبداللهی به مدت چهار سال هر جمعه بعد از ظهر از تلویزیون پخش می‌شد.
مجموعه هوشیار و بیدار در سال‌های ۱۳۶۳ و ۱۳۶۴ در سه نوبت تولید و پخش شد.
محسن یوسف‌بیک در نقش «هوشیار» همراه با علیرضا خمسه در نقش «بیدار» اجرای مسابقه هشیار و بیدار را برعهده داشتند که در زمان پخش خود، یکی از پربیننده‌ترین برنامه‌های ویژه کودکان و نوجوانان بود.

## بازیگران
- محسن یوسف‌بیک در نقش «هوشیار»
- علیرضا خمسه  در نقش «بیدار»
- عنایت‌الله شفیعی در نقش ترازودار[۱]
- حسن رادمنش (مجری برنامه)[۱]
- بهروز کریمی